# ورزشکاه القوا الجویه
ورزشکاه القوا الجویه (به عربی: ملعب القوة الجویة) یک ورزشگاه در عراق است که در بغداد واقع شده‌است.
ورزشگاه نیروی هوایی در پایتخت عراق، بغداد و در منطقه خیابان فلسطین واقع شده است. ورزشگاه باشگاه القویه الجویه گنجایش ۱۰,۰۰۰ هزارنفر تماشاگر را دارد و در حال حاضر یک ورزشگاه ویژه برای باشگاه است. فقط مسابقات محلی و ساده بازی های عمومی و مهم این تیم در ورزشگاه بین المللی مردم بغداد برگزار می شود که گنجایش ده هزار نفر تماشاگر را دارد و ورزشگاه قوه الجویه یکی از ورزشگاه هایی است که توسط سازمان اداری تاسیس شده است. این ورزشگاه در زمان سمیر کاظم، رئیس سابق باشگاه، که این ایده را داشت، ساخته شد. سالن ها و استادیوم های فرعی متعددی برای باشگاه در نظر گرفته شده است، از جمله یک استادیوم در مجاورت ورزشگاه اصلی در داخل باشگاه و یک سوراخ برای تیم جوانان و دیگری برای رده های سنی کمی کوچکتر است و دیگری ورزشگاه فرعی است. برای تیم اول که سوراخی از چمن مصنوعی است. رنگ فعلی ورزشگاه آبی به آسمان است.